# Seven Mile Bridge
Seven Mile Bridge („Most Siedmiomilowy”) – most na archipelagu wysp Florida Keys. Wybudowany został w latach 1979–1982. Łączy ze sobą wyspy Little Duck Key (kierunek SW) oraz Key Vaca (kierunek NE). Jest punktem granicznym między Lower Keys, a Middle Keys. Długość mostu to 10,9 km. W swej centralnej części osiąga maksymalną wysokość 19,5 m. Stanowi główną atrakcję trasy US-1 biegnącej z Miami do jednej z najbardziej znanych miejscowości turystycznych w Stanach Zjednoczonych – Key West. Z siedmiomilowego mostu rozciąga się widok na Ocean Atlantycki oraz Zatokę Meksykańską. Wzdłuż mostu ciągnie się (od strony Zatoki Meksykańskiej) tzw. Seven Mile Old Bridge. Jest to pierwsza wersja siedmiomilowego mostu.

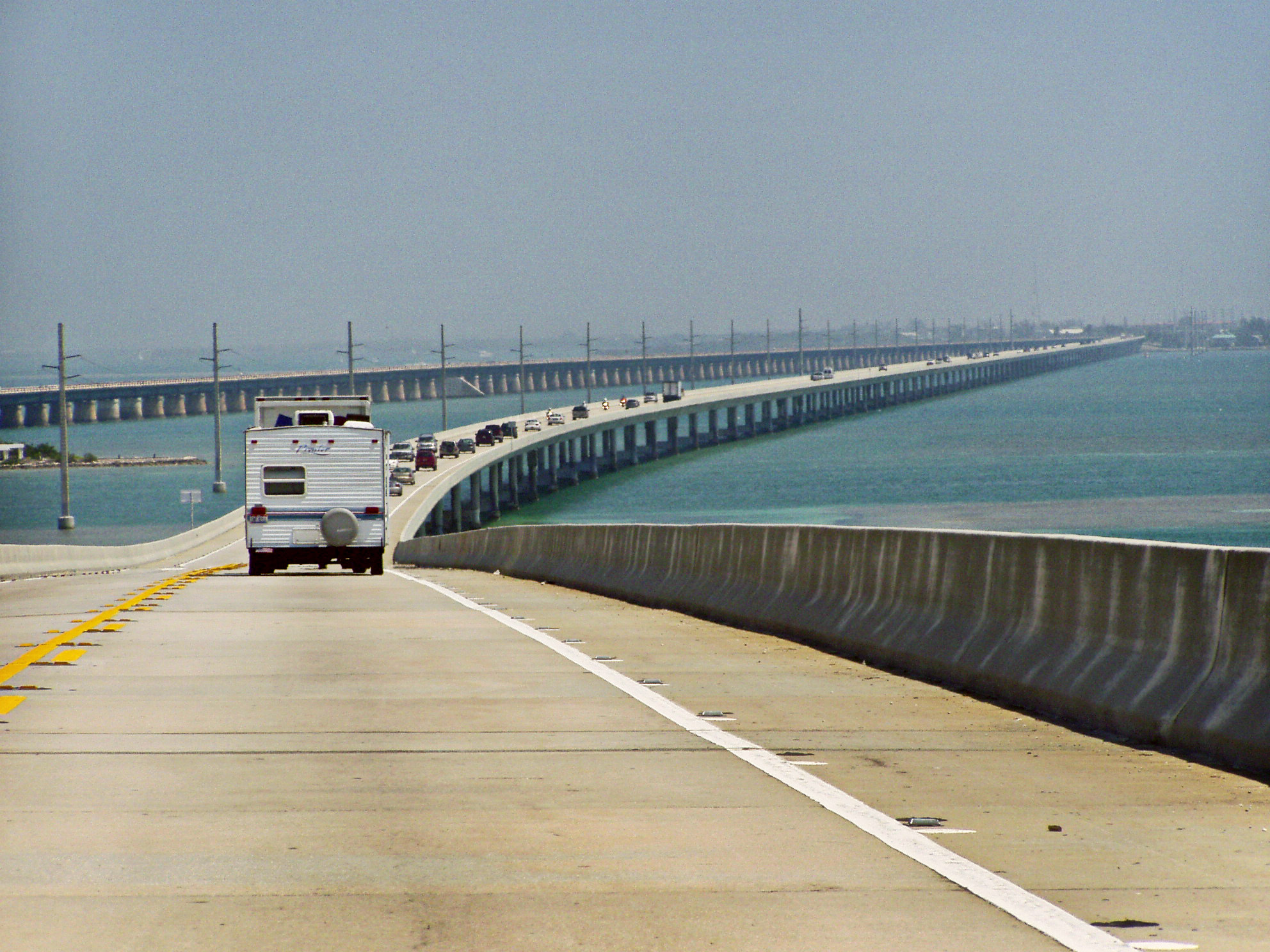
Overseas Highway (US-1) na Seven Mile Bridge

Stary most zbudowany został w latach 1909–1912 pod kierownictwem Henry’ego Flaglera, znanego między innymi z budowy linii kolejowej łączącej Key West z kontynentem. W roku 1935 Seven Mile Old Bridge został częściowo uszkodzony przez sztorm tropikalny Labor Day, a następnie w roku 1960 zniszczony przez huragan Donna. Nowy most został poprowadzony wzdłuż starego, jednak nieco zmieniono jego trasę i bezpośrednio połączono go z wyspami Little Duck Key oraz Key Vaca, pomijając Pigeon Key.
Z wyspy Key West, jadąc na północ trasą US-1 po około 50 minutach znaleźć się można bezpośrednio na moście. Do użytku kierowców są 2 pasy ruchu.